# Pristava pri Mestinju
Pristava pri Mestinju je naselje u slovenskoj Općini Podčetrtku. Pristava pri Mestinju se nalazi u pokrajini Štajerskoj i statističkoj regiji Savinjskoj. 

## Stanovništvo
Prema popisu stanovništva iz 2002. godine naselje je imalo 194 stanovnika.